# Esteban Cifuentes
Pour les articles homonymes, voir Cifuentes.
Esteban Cifuentes Surroca, né le 7 octobre 1912 à Barcelone (Catalogne, Espagne) et mort le 30 octobre 1938 à Arras (France), est un footballeur espagnol qui jouait au poste de milieu de terrain.

## Carrière
Esteban Cifuentes débute avec le FC Barcelone à l'âge de 18 ans lors de la saison 1932-1933.
Il joue ensuite au RCD Espanyol. 
Au total, il joue 19 matchs en première division espagnole, sans marquer de but.
Avec la guerre civile espagnole, il s'exile en France, jouant lors de la saison 1937-1938 au RC Strasbourg puis au Nîmes Olympique. Il meurt prématurément en octobre 1938 à l'âge de 24 ans, d'une crise cardiaque lors d'un match de Championnat de France de deuxième division contre le RC Arras.